# Molophilus trigonalis
Molophilus trigonalis là một loài ruồi trong họ Limoniidae. Chúng phân bố ở miền Australasia.